# Оруджев, Сабит Атаевич
Саби́т Ата́евич Ору́джев (азерб. Sabit Atababa oğlu Orucov; 18 [31] мая 1912, Баку, Российская империя — 20 апреля 1981, Москва, РСФСР, СССР) — советский государственный деятель. Министр газовой промышленности СССР (20 сентября 1972 — 20 апреля 1981). Член-корреспондент Академии наук Азербайджанской ССР (1967). Герой Социалистического Труда (1980).

## Биография
Родился 18 (31) мая 1912 года в городе Баку (ныне Азербайджан) в семье рабочего. По национальности — азербайджанец.
С 1928 года работал сельским учителем. В 1936 году окончил АзИИ. В этом же году начал работать в тресте «Орджоникидзенефть» механиком компрессорной станции. Последовательно занимает должности помощника мастера, мастера по добыче нефти 5-го промысла.
С 1939 года работал в тресте «Орджоникидзенефть» последовательно занимая должности заместителя заведующего 1-м промыслом, заведующего 9-м промыслом, управляющего трестом, затем — заместитель начальника объединения «Азнефть», управляющий трестами «Сталиннефть» и «Бузовнынефть».
В 1946—1948 годах — главный инженер объединения «Краснодарнефть». В 1948—1949 годах — начальник объединения «Азнефтеразведка». С 1949 года — в аппарате Министерства нефтяной промышленности СССР в ранге начальника Главных управлений по разведке и разработке морских месторождений нефти.
В 1953—1955 годах — начальник Главного управления министерства по добыче нефти в западных районах, а в 1955—1957 годах — заместитель МНП СССР. В 1957—1959 годах — в должности председателя Совета народного хозяйства, затем — заместителя председателя Совета министров Азербайджанской ССР.
В 1960—1962 годах — постоянный представитель СМ АзССР при Совете министров СССР.
С января 1962 года — заместитель председателя Государственного комитета Совета Министров СССР по топливной промышленности. В 1963—1964 годах — заместитель председателя Государственного комитета химической и нефтяной промышленности при Госплане СССР. В 1964—1965 годах — первый заместитель председателя Государственного комитета нефтедобывающей промышленности при Госплане СССР.
С октября 1965 по июнь 1970 — первый заместитель министра нефтедобывающей промышленности СССР.
С июня 1970 до сентября 1972 — первый заместитель министра нефтяной промышленности СССР.
С сентября 1972 — министр газовой промышленности СССР.
Член ВКП(б) с 1939 года. Депутат ВС СССР 3-го (1953—1954), 5-го (1958—1962), 9—10 (с 1974 года) созывов. Кандидат в члены ЦК КПСС (1976—1981), член ЦК КПСС (с марта 1981). Делегат XXI съезда КПСС.
Умер 20 апреля 1981 года. Похоронен в Москве на Новодевичьем кладбище (участок № 2).

## Награды и премии
- Герой Социалистического Труда (16 мая 1980)
- три ордена Ленина (6 февраля 1942, 19 марта 1959, 16 мая 1980)
- орден Октябрьской Революции (25 августа 1971)
- четыре ордена Трудового Красного Знамени (27 апреля 1940, «в ознаменование 20-й годовщины освобождения Азербайджана от ига капитализма и установления там советской власти, за успехи в развитии нефтяной промышленности, за достижения в области подъёма сельского хозяйства и образцовое выполнение строительства Самур-Дивичинского канала»; 8 мая 1948; 23 мая 1966; 5 марта 1976)
- Медаль «За трудовую доблесть» (31 июля 1953)
- Медаль «За трудовое отличие» (15 мая 1951)
- Ленинская премия (1970) — за разработку и внедрение высокоэффективных комплексных технико-технологических решений, обеспечивших ускоренное развитие добычи нефти в Тюменской области
- Сталинская премия третьей степени (1950) — за разработку и внедрение эффективного метода увеличения добычи нефти
- Сталинская премия первой степени (1951) — за открытие и освоение морских нефтяных месторождений
- Заслуженный деятель науки и техники Азербайджанской ССР (8 февраля 1964)
- Мастер нефти Азербайджанской ССР (4 ноября 1940)

## Память
- Именем С. А. Оруджева названы:
  - Уренгойское производственное объединение по добыче газа,
  - набережная в городе Надыме,
  - пассажирское судно объединения «Каспморнефтегазпром», одна из улиц Баку,
  - улица в селе Александровское, Александровского района, Томской области,
  - русскоязычная школа в Узбекистане (Хорезмская область, город Хива).
- В городе Новый Уренгой установлен бюст Оруджева.
- На стене дома в Баку, в котором жил Сабит Оруджев установлена мемориальная доска.
- На фасаде того дома в Москве, где жил Оруджев в последние годы жизни, установлена мемориальная доска (скульптор Л. Петрушин, архитектор М. Каткова).

Могила Оруджева на Новодевичьем кладбище Москвы
Мемориальная доска на стене дома в Баку, в котором жил Сабит Оруджев
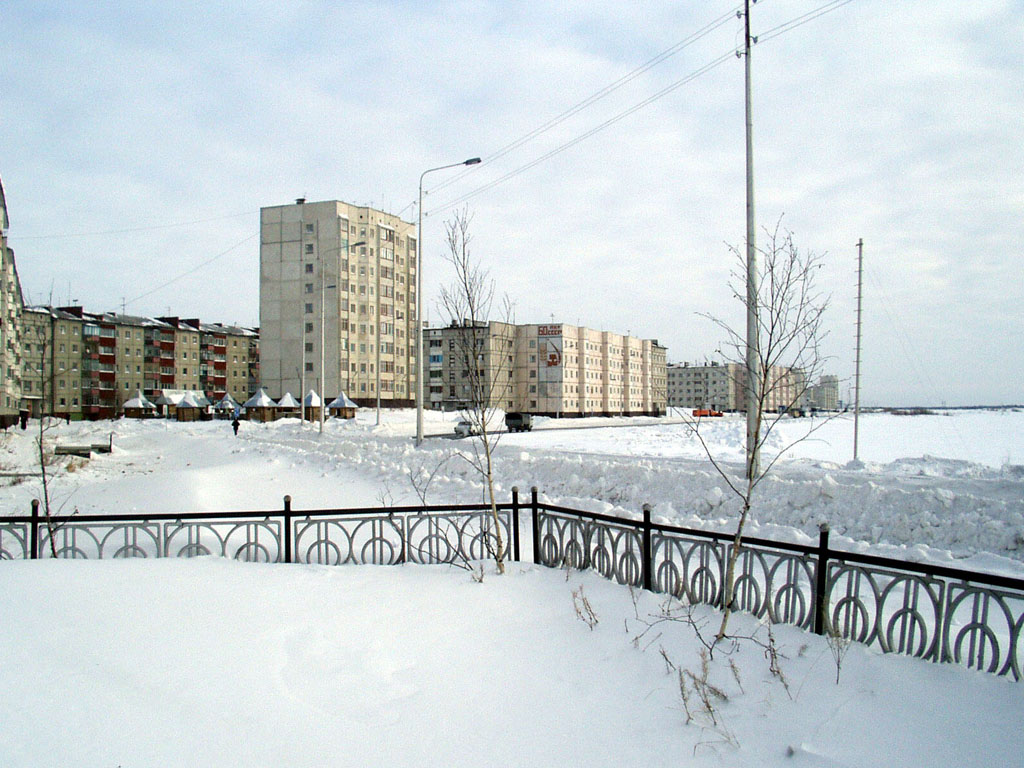
Набережная Оруджева. г. Надым